# Новий Буляк
Новий Буля́к (рос. Новый Буляк, башк. Яңы Бүләк) — присілок у складі Благоварського району Башкортостану, Росія. Входить до складу Балишлинської сільської ради.
Населення — 100 осіб (2010; 131 в 2002).
Національний склад:
- башкири — 88 %